# Derrick Nissen
Derrick Ashoya Nissen (født 29. marts 1994) er en dansk fodboldspiller, der spiller for Boldklubben Marienlyst.

## Karriere
Derrick Nissen foretrukne position er på højre back..

### Vejle Boldklub
Han fik debut for Vejle Boldklub i en pokalkamp mod Funder i 2011, men kom først for alvor ind omkring klubbens 1. hold i sommeren 2013.
I juli 2013 skrev han under på en toårig kontrakt med klubben fra Nørreskoven..

### Boldklubben Marienlyst
Den 20. januar 2016 skrev Derrick Nissen under på en halvtårig aftale med Boldklubben Marienlyst i 2. division.